# Kalifornozaur
Kalifornozaur (Californosaurus perrini) – ichtiozaur z rodziny Teretochemidae; jego nazwa znaczy "kalifornijski jaszczur".
Żył w okresie późnego triasu (ok. 228-217 mln lat temu) w okolicach Ameryki Północnej. Długość ciała ok. 3 m. Jego szczątki znaleziono w USA (w Kalifornii).